# Georgi Oniani
Georgi Oniani est un footballeur géorgien né le 7 septembre 1983.

## Carrière
| saison  | club                             | pays             | matches | buts | sélections |
| ------- | -------------------------------- | ---------------- | ------- | ---- | ---------- |
| 2000-01 | Dinamo Tbilissi                  | Union soviétique | 20      | -    |            |
| 2001-02 | Dinamo Tbilissi                  | Géorgie          | 30      | -    |            |
| 2002-03 | Lokomotiv Tbilissi               | Géorgie          | 14      | -    |            |
| 2003-04 | Lokomotiv Tbilissi               | Géorgie          | 11      | -    |            |
| 2004-05 | Lokomotiv Tbilissi               | Géorgie          | 31      | 3    |            |
| 2005-06 | Lokomotiv Tbilissi Dinamo Batoum | Géorgie          | 15      | 1 3  |            |
| 2006-07 | FC Olimpi Rustavi                | Géorgie          |         |      | Géorgie    |